# Плющево (Усть-Кубинский район)
Плющево — деревня в Усть-Кубинском районе Вологодской области.
Входит в состав Высоковского сельского поселения (с 1 января 2006 года по 9 апреля 2009 года входила в Филисовское сельское поселение), с точки зрения административно-территориального деления — в Филисовский сельсовет.
Расстояние до районного центра Устья по автодороге — 8,5 км, до центра муниципального образования Высокого по прямой — 3 км. Ближайшие населённые пункты — Климушино, Филисово, Порохово, Останково, Ивакино.
По переписи 2002 года население — 31 человек (16 мужчин, 15 женщин). Всё население — русские.